# Борну
Борну (Борно) — средневековое государство в Сахарской зоне Сахель, в Африке, на стыке современных территорий Нигерии, Нигера и Чада.

## История

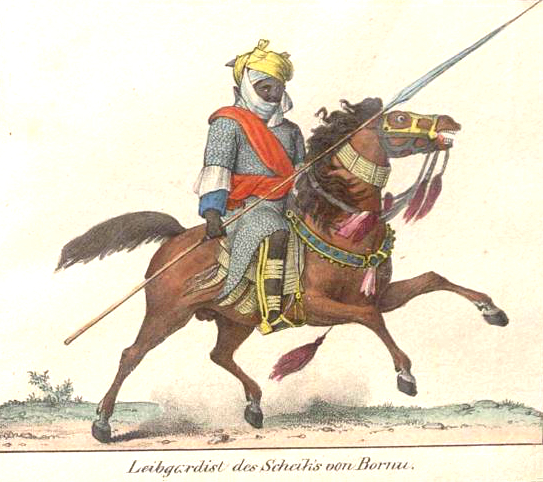
Телохранитель шейха Борну. Рис. нач. 1820-х гг.

Впервые упоминается в арабских хрониках в XIV веке. Унаследовав в значительной мере население и территорию от государства Канем, Борну занимало по обе стороны озера Чад площадь порядка 250 тысяч км². Было создано откочевавшими на запад от озера Чад с востока племенами канури.
Хотя рабство играло существенную роль, но подавляющую часть населения составляли свободные крестьяне-общинники, платившие фиксированную ренту (обычно десятину) местным феодалам. Основным предметом вывоза для Борну на протяжении столетий были рабы, а также скот. Ввозились металлы, сахар, соль и зерно. Платёжным средством были раковины каури, 4000 которых составляли 1 талер Марии-Терезии. Население исповедовало ислам.
При Идрисе Алаоме (1580—1617) Борну достигло наибольшего могущества, включив в свой состав после длительных войн ряд областей в районе озера Чад. Он модернизировал армию Борну, которая впервые получила огнестрельное оружие, ввозившееся из Северной Африки. В период правления Идриса Алаома в Борну укрепились позиции мусульманского духовенства, обычное право в судопроизводстве и в быту было заменено шариатом.
В начале XIX столетия, когда Осман дан Фодио возглавил джихад Фульбе (Фулани) и создал султанат Сокото, завоевав и разграбив столицу Борну (Нгазаргамо), и там к власти тоже пришли исламские радикальные элементы в лице проповедника Мухаммада аль-Амина аль-Канеми, бросившего вызов фульбе. Превратившись после бегства правителя-маи из религиозной в политическую фигуру, он остановил их натиск в 1808 году и затем отразил новое нашествие в 1810 году. Государство объявило джихад, ведя кровопролитные религиозные войны со своими соседями.

Воины Борну

Хотя маи из династии Сефува, правившей в Канем-Борну с 1085 года, оставались номинальными правителями страны, они утратили всякое политическое влияние, а реальная власть сосредоточилась в руках аль-Канеми и его рода, носивших титул шеху (шейхов). Новой столицей стал город Кука (Кукава) на западном берегу озера Чад, с населением 60 тысяч человек в середине XIX века. После смерти аль-Канеми в 1837 году власть перешла к его сыну Умару, который в 1846 году сверг и казнил последнего маи Али V. С этого времени шеху официально считались правителями Борну и Канема.
В 1853 году Умар на короткое время был смещён своим братом Абд аль-Рахманом, однако вскоре вернул себе престол и сохранял его до смерти в 1881 году, когда ему наследовали сыновья — сперва Букар, затем Ибрахим и Хашим. При них Канем оказался втянутым в конфликт с располагавшимся к востоку султанатом Вадаи.
В 1893 году Борну было завоёвано суданским авантюристом и работорговцем Рабих аз-Зубайром. Он разбил войска Хашима, а затем — его племянника Кайру. Оккупанты обосновались в Канеме, построив себе новую столицу — Дикву. Однако в 1900 году французские войска нанесли отрядам Рабиха аз-Зубайра сокрушительное поражение при Куссери, после чего государство перестало существовать, а его территория в 1901 году была поделена между Англией, Францией и Германией. Борну оказался в зоне английского протектората (с 1914 года он вошел в состав британской колонии Нигерия), и колониальные власти в 1902 году провозгласили формальным эмиром 77-летнего сына шеху Ибрахима — Букара Гарбаи.
В настоящее время (с 1976 года) название Борно носит один из северных федеральных штатов Нигерии.